# Амиржанов, Анварбек Гамзатович
Анварбек Гамзатович Амиржанов (28 декабря 1972) — российский боксёр и тайбоксер, и тренер тайскому боксу и кикбоксингу. Кандидат в мастера спорта СССР по боксу, Заслуженный тренер России, работает в школе имени Абдулрашида Садулаева в Махачкале. 

## Спортивная карьера
22 апреля 2013 года ему было присвоено звание заслуженный тренер России. В октябре 2013 в Санкт-Петербурге секундировал российским тайбоксерам на Всемирные игры боевых искусств. Работает тренером сборной Дагестана по тайскому боксу.

## Известные воспитанники
- Касумов, Джамал Гусейнович — двукратный чемпион мира по тайскому боксу;
- Магомедов, Зайналабид Габлитдинович — двукратный чемпион мира по тайскому боксу;
- Абдусаламов, Заур Магомедович —  чемпион мира по тайскому боксу (класс «Б»), чемпион Европы;
- Асабалиев, Магомед Хадисович — призёр чемпионата мира по тайскому боксу;
- Гамзатов, Магомед Гамзатович — чемпион Европы по тайскому боксу;
- Расулов, Алибег Магомедрасулович — чемпион Европы по ММА;
- Амиржанов, Гаджимурад Анварбекович — чемпион России по кикбоксингу;

## Личная жизнь
Сыновья: Гаджимурад и Уллубий — также тайбоксеры. 